# Achille Sannia
Achille Sannia (14 avril 1822 à Campobasso - 8 février 1892 à Naples) est un mathématicien et homme politique italien.

## Biographie
Achille Sannia enseigne d'abord dans une école privée avant de rejoindre l'Université en 1865 comme professeur de géométrie, où il a pour collègues notamment Enrico D'Ovidio et Nicola Salvatore Dino (it). Il a fondé en 1871 une école d'électrotechnique à Naples, où son buste est conservé.
Il a écrit deux traités importants, l'un sur la géométrie projective et l'autre sur  la géométrie élémentaire. Il est membre  de l'Académie des Sciences ("Accademia delle Scienze e della Pontaniana" de Naples).
Il est sénateur du Rmroyaume d'Italie lors de la XVIIe législature.

## Distinctions
- Grand officier de l'ordre de la Couronne d'Italie .
- Grand officier de l'ordre des Saints-Maurice-et-Lazare .

## Publications
- Planimetria, avec Enrico D'Ovidio, Stab. tip. delle belle arti, Naples, 1869.
- Elementi di geometria, avec Enrico D'Ovidio (14 éditions),  Naples, 1868-1869.
- Lezioni di Geometria Proiettiva dettate nella Regia Università di Napoli dal prof  Achille Sannia, Ed. Pellerano Naples, 1891.